# گردنه بیداخوید
گردنه بیداخوید در روستای بیداخوید استان یزد قرار دارد.